# Phare de Point Bonita
Le phare de Point Bonita est un phare qui est situé à l'entrée de la baie de San Francisco, dans le Marin Headlands près de Sausalito, dans le Comté de Marin (État de la Californie), aux États-Unis.
Ce phare est géré par la Garde côtière américaine, et les phares de l'État de Californie sont entretenus par le District 11 de la Garde côtière.
Il est inscrit au Registre national des lieux historiques depuis le 3 septembre 1991.

## Histoire
Le premier phare de Point Bonita, construit en 1855, une tour en maçonnerie de 17 m, était situé trop haut. Contrairement à la côte est des États-Unis, la côte ouest connaît d'épais brouillards de basse altitude. La lumière d'origine était à 93 m au-dessus du niveau de la mer, de sorte que sa lentille de Fresnel du 2e ordre était souvent dissimulée dans le brouillard et ne pouvait pas être vue depuis la mer.
En 1877, le phare a été déplacé à son emplacement actuel à 38 m au-dessus du niveau de la mer. L'US Coast Guard maintient toujours la lumière et le signal de brouillard. Il est accessible au public pendant des heures limitées (12 h 30-15 h 30) les samedis, dimanches et lundis. Jusqu'en 1940, le phare pouvait être atteint sans passerelle, mais l'érosion a supprimé le sentier menant au phare qui s'est effondré dans la mer. Une passerelle en bois fut installée, mais lorsque celle-ci est devenue trop usagée, un pont suspendu a été construit en 1954.
À compter du 6 janvier 2010, le pont suspendu menant au phare a été fermé au public. Selon la Federal Highway Administration, le pont, qui avait 56 ans, a commencé à rouiller. Il a subi des réparations en 1979 et de nouveau en 1991, mais les composants métalliques n'ont pas pu résister aux embruns. La nouvelle travée a été ouverte le 13 avril 2012. Il est fait de bois dur tropical avec des câbles de suspension en acier.
Plus de 300 bateaux se sont échoués près du Golden Gate durant les années de la ruée vers l'or. Une épave, le SS City of Rio de Janeiro (en), se trouve toujours à quelques centaines de mètres au large du phare.

## Description
C'est une tourelle, avec galerie et lanterne, posée sur un petit bâtiment d'un étage de 10 m de haut. Son feu à occultations émet, à une hauteur focale de 38 m, un long éclat blanc toutes les 4 secondes. Sa portée nominale est de 18 milles nautiques (environ 33 km).
Identifiant : ARLHS : USA-618 - Amirauté : G4052 - USCG : 6-0370.

## Caractéristique duFeu maritime
Fréquence : 4 secondes (W)
- Lumière : 3 secondes
- Obscurité : 1 seconde

|              |
| Point Bonita |

|          |
| Le phare |

|               |
| La passerelle |